# Eroge

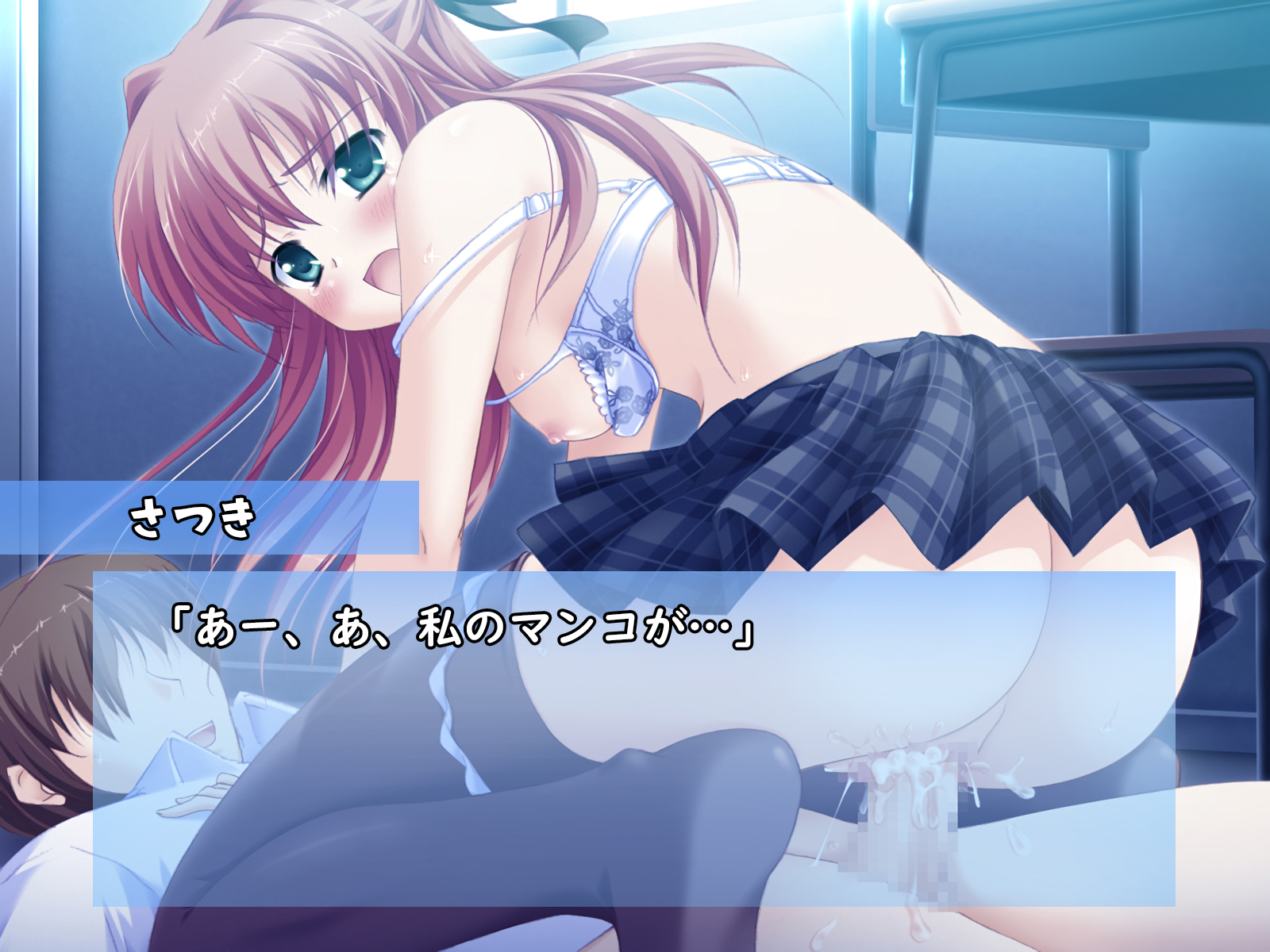
Els Eroge sovint presenten gràfics d'estil anime i manga.

Un eroge (エロゲ, erotic game) és un videojoc japonès per a videoconsola o ordinador el contingut principal del qual és de tipus eròtic o pornogràfic, usualment utilitzant l'estil artístic característic de l'anime. Solen ser novel·les visuals.
A l'occident, els jocs eroge són catalogats erròniament com jocs hentai basant-se en la definició i aplicació occidental de la paraula hentai. El terme és escurçat de vegades com joc H, o fins i tot H game, els quals tampoc solen ser utilitzats al Japó excepte quan es refereixen a jocs que mostren sexe extrem.
Alguns videojocs bishoujo (simuladors de cites japonesos) poden entrar a la categoria de videojocs eroge.
S'ha assenyalat per part dels aficionats que en els eroges vesteixen de manera estúpida.
El desenvolupador de videojocs eroge Light ha creat eroges poc ortodoxos. Hi ha eroges que hi afegeixen un component còmic.
Una de les tendes que en ven és J-List.

## Història
En els anys 1980, les companyies japoneses van introduir les seves pròpies marques de microordinadors per a competir amb les empreses estatunidenques. Els models en competència incloïen la sèrie X1 de Sharp Corporation, la FM-7 de Fujitsu, i PC-88 de NEC. NEC es trobava darrere dels seus competidors en termes de maquinari (amb solo 16 colors i sense suport per a so) i necessitava buscar una manera de controlar el mercat. Va anar arran d'això que es van inventar els jocs eròtics. Sent-ne el primer Yakyuken (1981) i Night Life (1982).
Els primers jocs eròtics posseïen una història simplificada, usualment incloent violacions en la trama. Això va fer a la PC-88 molt popular, però els consumidors es van cansar ràpidament de pagar prop de 8800 ien (€85) per un sol joc. Després es van inventar nous gèneres, Chaos Angels (1988) de la desenvolupadora ASCII, un videojoc de rol eròtic inspirat en Dragon Knight (1989) de la companyia Elf i Rance (1989) de AliceSoft. No obstant això, aquests jocs mantenien àdhuc una història pobra.
El 1992, Elf va llançar Dokyusei. La innovació principal d'aquest va anar que a més de ser simplement un títol pornogràfic, el jugador, primerament s'havia de guanyar l'afecte d'un de diversos personatges femenins, convertint la història en una novel·la de romanç interactiva. Va ser llavors quan va sorgir el gènere de simulació de cites.
Poc després, el joc Otogirisou per a la videoconsola Super Famicom va atreure l'atenció de molts jugadors japonesos. Otogirisou era un joc corrent d'aventura, amb l'excepció de posseir diversos finals alterns. El concepte va ser anomenat "novel·la sonora".
El 1996, la nova editorial de programari Leaf va expandir aquesta idea, anomenant-la novel·la visual i llançant el seu primer joc d'èxit, Shizuku. Shizuku, era un joc típic de violació, però el 1997 el llançament de To Heart, una història d'amor desenvolupada en una escola superior va establir els estàndards per al eroge modern. To Heart incloïa música d'alta qualitat que va resultar ser tan popular que va ser afegida a les màquines karaoke, una mica vist per primera vegada en un títol eroge.
Des del 2001 l'editorial Illusion ha publicat videojocs eroge, convertint-se en un distribuïdor molt important al Japó. Un videojoc desenvolupat per Illusion, RapeLay, tingué una polèmica fora del Japó pel 2009 per mostrar violacions.
Una altra editorial a finals de la dècada del 2000 és G-Collections. L'empresa J-List també destaca per importar junt a G-Collections títols eroge als Estats Units.